# Isola Serpentara
Isola Serpentara este o arie protejată (arie de protecție specială avifaunistică — SPA) din Italia întinsă pe o suprafață de 134 ha, din care 72 % marine.

## Localizare
Centrul sitului Isola Serpentara este situat la coordonatele 39°08′34″N 9°36′19″E / 39.142737°N 9.605388°E.

## Înființare
Situl Isola Serpentara a fost declarat arie de protecție specială avifaunistică în iulie 2009 pentru a proteja 9 specii de animale.

## Biodiversitate
Situată în ecoregiunea mediteraneană, aria protejată conține 5 habitate naturale: Pseudostepă cu ierburi și specii anuale de Thero-Brachypodietea, Tufărișuri termo-mediteraneene și de pre-deșert, Faleze cu vegetație de Limonium spp. endemic de pe coastele mediteraneene, Straturi cu Posidonia (Posidonion oceanicae), Matorral arborescenți cu Juniperus spp..
La baza desemnării sitului se află mai multe specii protejate:
- păsări (8): Calonectris diomedea, caprimulg (Caprimulgus europaeus), egretă mică (Egretta garzetta), șoim călător (Falco peregrinus), Larus audouinii, gaia neagră (Milvus migrans), viespar (Pernis apivorus), Phalacrocorax aristotelis desmarestii
- mamifere (1): delfin mare (Tursiops truncatus)

Pe lângă speciile protejate, pe teritoriul sitului au mai fost identificate 3 specii de plante, 21 de specii de păsări, 8 specii de nevertebrate.